# (32369) 2000 QQ149
2000 QQ149 (asteroide 32369) é um asteroide da cintura principal. Possui uma excentricidade de 0.04991320 e uma inclinação de 13.61703º.
Este asteroide foi descoberto no dia 24 de agosto de 2000 por LINEAR em Socorro.